# Wizylizumab
Wizylizumab (łac. visilizumabum, ang. visilizumab) – lek immunosupresyjny, syntetyczne białko, humanizowane przeciwciała monoklonalne przeciw limfocytom CD3. Wykazuje swoiste działanie immunosupresyjne, poprzez indukowanie procesu apoptozy aktywowanych limfocytów T i hamowanie receptora chemokin CXCR3. Jest lekiem stosowanym dożylnie. Podejmuje się próby stosowania wizylizumabu w chorobach zapalnych jelit (wrzodziejące zapalenie jelita grubego i choroba Leśniowskiego-Crohna) - prowadzone są obecnie badania kliniczne. Lek był również badany w kierunku wykorzystania w leczeniu ostrej choroby "przeszczep przeciw gospodarzowi" opornej na terapię kortykosteroidami.
Lek jest zarejestrowany pod nazwą handlową Nuvion.